# FK Dnjapro Mahiljow
FK Dnjapro Mahiljow (Wit-Russisch : ФК Дняпро Магілёў) was een Wit-Russische voetbalclub uit Mahiljow.

## Geschiedenis
De club ontstond in maart 2019 na een fusie tussen FK Dnjepr Mahiljow en Loetsj Minsk. Traditieclub Dnjepr degradeerde uit de hoogste klasse en fuseerde met Loetsj Minsk om zo toch in de hoogste klasse te kunnen blijven. De licentie van Loetsj werd overgenomen en het grootste deel van het elftal was van Loetsj en deze club verhuisde dan naar Mahiljow. Dnjepr bleef wel als jeugdploeg actief. 
Dnjapro eindigde op een veertiende plaats en verloor de degradatieplay-off van FK Roech Brest en degradeerde. Hierop werd het team ontbonden. Het volgende seizoen nam Dnjepr terug deel aan de competitie. 